# Carly Shay
Carlotta "Carly" Shay (Miranda Cosgrove) bor sammen med sin ældre bror, Spencer, i Seattle, Washington og er hovedpersonen i iCarly.
Carlys bedste venner er Samantha "Sam" Puckett (en aggressiv pige, som ikke bekymrer sig om skolen, altid er i problemer og er flink ved Carly, men ondskabsfuld ved deres ven Freddie), og Fredward "Freddie" Benson (en fælles ven af Carly og Sam, som bor over for Carly og har en meget irriterende, overbeskyttende mor). Carly bor i "Bushwell Plaza" i lejlighed 8-C med sin sjove, ofte skødesløse storebror, kunstneren Spencer Shay.
Hun er datter af oberst Steven Shay og fru Shay. Deres far er udstationeret på en af flådens ubåd. Deres mor er aldrig blevet set eller nævnt.